# Abbas Dżadidi
Abbas Dżadidi (pers. عباس جديدی, ur. 13 stycznia 1969 w Teheranie) – irański zapaśnik w stylu wolnym. Dwukrotny olimpijczyk. Srebrny medalista z Atlanty 1996 w wadze do 100 kg i czwarty w Sydney 2000 w kategorii 130 kg.
Pięciokrotny uczestnik mistrzostw świata, zdobył trzy medale, w tym złoto w 1998.
Złoty medal na igrzyskach azjatyckich w 1998 i srebrny w 2002. Trzykrotny medalista mistrzostw Azji, dwa złote medale w 1993 i 1996. Pierwszy w Pucharze Świata w 1992 i 1998.